# 아르너 슬로트
아렌드 마르테인 슬로트(네덜란드어: Arend Martijn Slot, 1978년 9월 17일 ~ )는 네덜란드의 전직 축구 선수이자 현 축구 지도자로 현역 시절 미드필더로 활약했으며 현재 잉글랜드 프리미어리그 리버풀 FC의  사령탑을 맡고 있다.

## 수상

### 선수

#### PEC 즈볼러
- 에이르스터 디비시 : 2001–02, 2011–12

### 감독

#### 페예노르트 로테르담
- 에레디비시 : 2022-23
- KNVB컵 : 2023-24
- UEFA 유로파컨퍼런스리그 준우승 : 2021-22

### 개인
- 리누스 미헐스 어워드 : 2021-22, 2022-23
- 프리미어리그 이 달의 감독 : 24년 11월